# كاينة ظروف (مسلسل)
كاينة ظروف هو مسلسل اجتماعي درامي مغربي من ثلاثين حلقة، من إنتاج الشركة الوطنية للإذاعة والتلفزة (القناة الأولى) وشركة "ديسكونيكتد" للمخرج ادريس الروخ والمؤلفة بشرى مالك . تدور أحداثه داخل السجن. 

## القصة
يسلط المسلسل الضوء على قصص ثلاث نساء من طبقات و أعمار مختلفة تجمعهن صداقة قوية داخل المؤسسة السجنية. تبدأ رحلة البطلات الثلاث مباشرة بعد مغادرة السجن . تبذلن كل جهدهن من أجل التأقلم مع حياتهن الاجتماعية ، إلا أنهن يواجهن العديد من الصعوبات التي تعيق ذلك.. 

## الموضوع
مسلسل كاينة ظروف من تأليف بشرى مالك تم خلال هذا العمل تسليط الضوء على واقع السجينات و معاناتهن من التمييز و الرفض رغم الجهود التي تبذلها المؤسسات الحكومية من أجل مساعدة هذه الفئة من المجتمع على الإندماج. في هذا الصدد قالت بشرى مالك أن 
"هؤلاء السجناء السابقين يحتاجون إلى صدر رحب لاحتضانهم، وإلى دعم نفسي لمساعدتهم على تجاوز محنهم، ومحو آثار الكدمات النفسية التي قد يكونوا قد تكبدوها خلف القضبان." 

## طاقم العمل

### التأليف والإخراج
- التأليف: بشرى مالك
- الإخراج: إدريس الروخ

### التمثيل
- فاطمة هراندي

- سامية أقريو

- إبتسام العروسي

- أسامة البسطاوي

- عبد النبي البنيوي

- حسناء طمطاوي

- عبد الرحيم المنياري

- نفيسة بنشهيدة

- عبد اللطيف شوقي

- رفيق بوبكر

- مهدي تكيطو

- هاجر مصدوقي

- نرجس الحلاق

- وصال بيريز

- زهور السليماني

- سعاد النجار

- نريمان سداد

- المهدي شهاب

## الشهرة
ظل مسلسل "كاينة ظروف" ضمن قائمة الأعمال الأكثر مشاهدة على القناة الأولى وأيضا على منصتها في يوتيوب خلال شهر رمضان 2024، كما حقق شهرة واسعة بين الجمهور المغربي، حيث حققت الحلقة الأولى على القناة الأولى مليوني مشاهدة